# Mikówka
Mikówka is een plaats in het Poolse district  Białobrzeski, woiwodschap Mazovië. De plaats maakt deel uit van de gemeente Białobrzegi en telt 140 inwoners.